# Reflejos (revista)
Reflejos fue una revista cultural editada en la ciudad española de Granada entre 1924 y 1931.

## Historia
Fue fundada en 1924 en Granada por Miguel La Chica de la Guardia, que también fue director. Antonio López Sancho (1891-1959) fue director artístico,  colaborando además con caricaturas e ilustraciones. Reflejos, una revista con un cuidado aspecto gráfico, cesó su publicación en junio de 1931, un par de meses después de la proclamación de la Segunda República.